# Evgenij Gomel'skij
Evgenij Jakovlevič Gomel'skij, en Ruso:Евгений Яковлевич Гомельский (nacido el 26 de diciembre de 1938 en San Petersburgo, Rusia) es un exentrenador de baloncesto ruso. Consiguió 6 medallas en competiciones internacionales, dos con la Unión Soviética, una con la CEI y las otras tres restantes con Rusia. 